# François-Antoine de La Boissière
François-Antoine de La Boissière, est né à Perpignan en Roussillon le 25 septembre 1734, fils de Jean-Baptiste de Laboissière, commissaire des guerres à Perpignan, et de Rose de Barescut. Il est mort à Perpignan (Pyrénées-Orientales) le 9 août 1808. Il est un ecclésiastique et homme politique français.
Il est chanoine du chapitre de la cathédrale Saint-Jean-Baptiste de Perpignan et vicaire général du diocèse d'Elne.
En 1766, il prononce l'oraison funèbre du duc de Noailles, qui est imprimée à Perpignan.
Le 21 avril 1789, il est élu député du clergé aux États généraux de 1789 par la viguerie de Perpignan. Membre de l'Assemblée nationale constituante, il siège à droite et refuse de prêter le serment à la constitution civile du clergé.
Il émigre en 1792 en Espagne, et se fixe à Barcelone.
En 1802, il rentre en France. En 1803, il est nommé provicaire général pour le département des Pyrénées-Orientales et curé de la cathédrale Saint-Jean par Arnaud Ferdinand de la Porte, évêque de Carcassonne. Il meurt à Perpignan le 9 août 1809.